# Луцевич Владислава Францівна
Владислава Францівна Луцевич, у шлюбі Станкевич (біл. Луцэвіч Уладзіслава Францаўна; 25 грудня 1891 року, Вішнево, нині Валожинський район, Мінська область — 25 лютого 1960 року, Мінськ) — білоруська літературознавиця і культурна діячка.

## Життєпис
Мати Емілія Моне була одружена з французом, родичем художника Клода Моне, коли він помер. 
Як активна революціонерка, Уладислава переїхала до Варшави, потім до Гродно і до Вішневого, аби працювати гувернанткою. На руках у неї була донька Марія. У Вішневому Луцевич познайомилася з лісничим Францом Станкевичем і незабаром побралася. В шлюбі народила ще двох дітей: Вікентія та Владислава.
Закінчила Вільнюську гімназію (1906), педагогічні курси у Варшаві (1908). Працювала вихователькою в дитячому будинку у Вільнюсі. Вела пропаганду в робочих колах. У 1911 разом з Алоїзою Пашкевич створила кілька нелегальних білоруських шкіл у Лідському повіті та Новій Вільні. У 1909 і 1911 віддана під суд. У 1914 організувала притулок для дітей біженців. Пропагувала білоруську літературу, публікувала вірші в «Нашій Ниві». У 1916 році одружилася з Янкою Купалою. 3 1919 у Мінську, працювала інспекторкою дошкільних закладів Білорусі, вихователькою і вчителькою-методисткою дитячих установ, на радіо. У 1944–1960 — директорка Літературного музею Янки Купали.

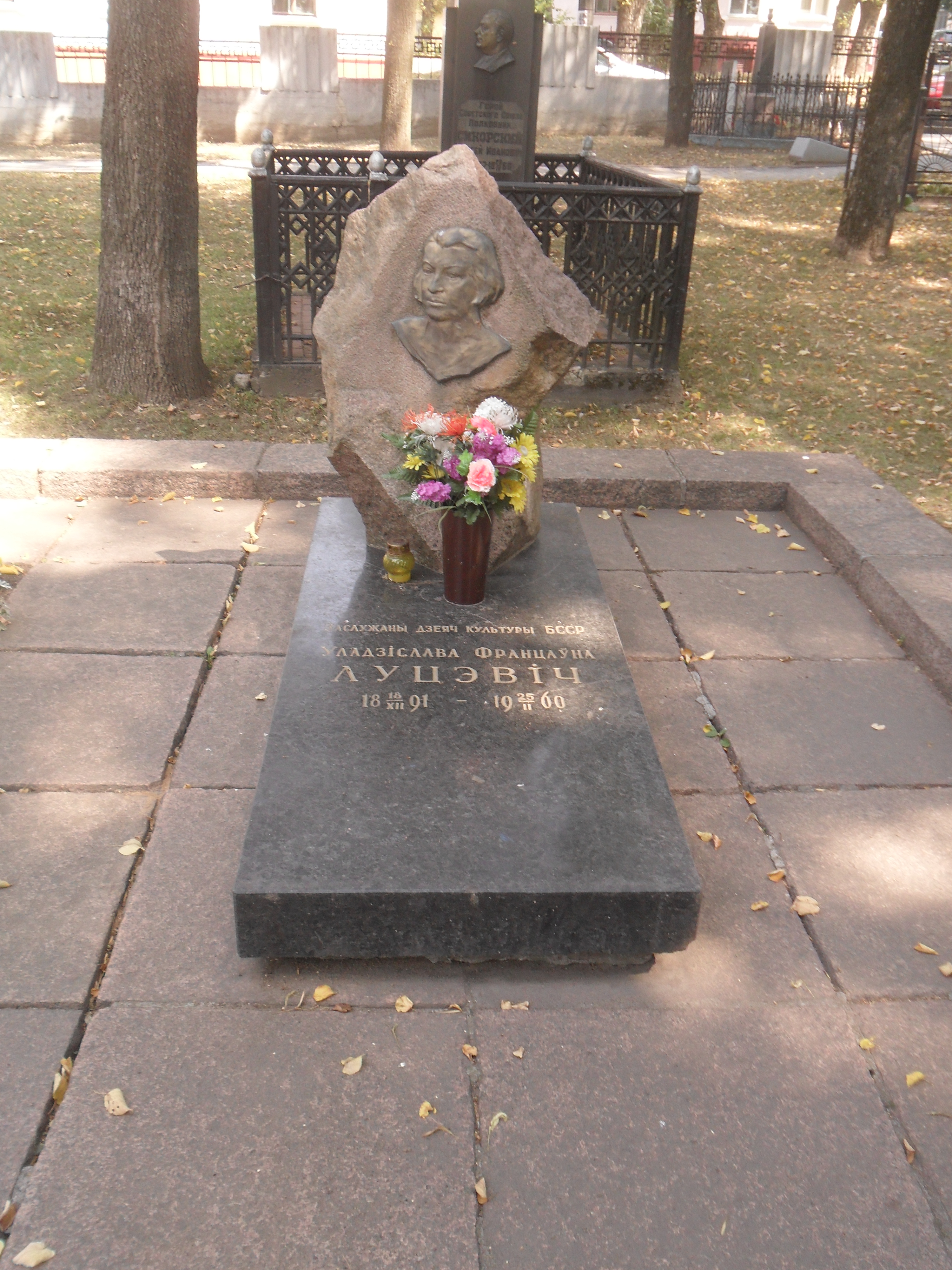
Могила на Військовому цвинтарі в Мінську.

Похована на Військовому цвинтарі в Мінську.

## Літературно-культурна діяльність
Укладачка збірників матеріалів про життя і творчість Янки Купали «Янка Купала» (1952, разом з В. Тарасовим), «Любімы паэт беларускага народа» (1960), «Янка Купала ў беларускім мастацтве» (1958), «Бібліяграфія твораў Янкі Купалы» (Частина 1, 1955, з Н. Кудравцевою). Авторка статей та спогадів про Янку Купалу, спогадів про Змітрока Бядулю, Алоїзу Пашкевич. 
Зібрала та відредагувала «Народныя дзіцячыя песенькі» (1939), склала «Дашкольны спеўнік» (1928, разом з А. Савйонаком), «Зборнік вершаў для дашкольных устаноў» та «Для маленькіх» (обидва 1940), обробила народні казки.

## Праці
- Янка Купала ў Вільні // Беларусь. 1945. № 6;
- Мае ўспаміны пра Змітрака Бядулю // Беларусь. 1946. № 11-12;
- 3 успамінаў аб Янку Купалу // Янка Купала. Мн., 1955;
- Новыя матэрыялы пра Янку Купалу // ЛіМ. 1959. 30 мая.